# Diocesi di Pella
La diocesi di Pella (in latino Dioecesis Pellensis) è una sede soppressa del patriarcato di Gerusalemme e una sede titolare della Chiesa cattolica.

## Storia
Pella, il cui sito archeologico si trova nei pressi di Tabaqat Fahl in Giordania, è un'antica sede vescovile della provincia romana della Palestina Seconda nella diocesi civile d'Oriente. Faceva parte del patriarcato di Gerusalemme ed era suffraganea dell'arcidiocesi di Scitopoli.
Durante la guerra giudaica del 66 d.C., secondo quanto racconta lo storico Eusebio di Cesarea, a Pella trovarono rifugio i cristiani in fuga da Gerusalemme assieme al loro vescovo Simone. Questo porta a credere che già durante il I secolo la città vide nascere e svilupparsi una fiorente comunità cristiana. Nel II secolo Pella diede i natali all'apologeta cristiano Aristone, autore del Dialogo di Giasone e Papisco, il primo libro cristiano scritto in forma di dialogo.
Sono tre i vescovi attribuiti a questa antica diocesi. Zebenno è documentato in due occasioni: prese parte al concilio di Efeso del 449 e al concilio di Calcedonia del 451. Paolo prese parte al concilio di Gerusalemme del 518 e sottoscrisse la lettera sinodale di Giovanni di Gerusalemme contro Severo di Antiochia e i monofisiti. Il vescovo Zaccaria è menzionato nella vita di san Saba per una missione ricevuta dall'imperatore Giustiniano I nel 532; inoltre firmò gli atti del sinodo del 536 convocato dal patriarca Pietro contro Antimo di Costantinopoli e che vide riuniti assieme i vescovi delle Tre Palestine.
Il sito archeologico ha restituito una basilica cristiana databile al V secolo e altre due chiese.
Dal XVIII secolo Pella è annoverata tra le sedi vescovili titolari della Chiesa cattolica; la sede è vacante dal 4 marzo 2002.

## Cronotassi

### Vescovi greci
- Zebenno † (prima del 449 - dopo il 451)
- Paolo † (menzionato nel 518)
- Zaccaria † (prima del 532 - dopo il 536)

### Vescovi titolari
- Hieronim Maciej Jełowicki † (21 febbraio 1725 - 8 gennaio 1732 deceduto)
- Simon István Olsavszky † (20 maggio 1735 - 24 dicembre 1737[1] deceduto)
- Bartolomeo Antonio Passi † (28 settembre 1744 - 23 luglio 1774 deceduto)
- Johann Nepomuk August Ungelter von Deisenhausen † (12 luglio 1779 - 26 febbraio 1804 deceduto)
- Johann Nepomuk von Dankesreither † (24 agosto 1807 - 23 settembre 1816 confermato vescovo di Sankt Pölten)
- Ignaz Bernhard Mauermann † (14 maggio 1819 - 14 settembre 1841 deceduto)
- Charles Michael Baggs † (9 gennaio 1844 - 16 ottobre 1845 deceduto)
  - Jean-Pierre Dalmond, C.S.Sp. † (28 gennaio 1848 - già deceduto)[2]
- Alexandre-Hippolyte-Xavier Monnet, C.S.Sp. † (3 ottobre 1848 - 1º dicembre 1849 deceduto)
- Gustavo Leonardo de Battice † (28 dicembre 1877 - 13 agosto 1889 deceduto)
- François-Nicolas-Alphonse Kunemann, C.S.Sp. † (27 febbraio 1901 - 20 marzo 1908 deceduto)
- Thomas Kurialachery † (30 agosto 1911 - 21 dicembre 1923 nominato eparca di Changanacherry)
- William Francis Brown † (29 gennaio 1924 - 16 dicembre 1951 deceduto)
- Pedro Grau y Arola, C.M.F. † (24 marzo 1953 - 4 marzo 2002 deceduto)